# Roj Friberg
Roj Friberg, folkbokförd Roy Dennis Friberg, född 28 juli 1934 i Bäve församling i Uddevalla, död 30 september 2016 i Veddige, Hallands län, var en svensk målare, grafiker och scenograf. Han utbildades på Konsthögskolan Valand 1960–1964. 
Vid sin debut i slutet av 1950-talet arbetade Friberg med en teknik som han kallade för lacklaveringar. Han ristade med en nål i ett tunt skikt halvtorrt lack, som därefter laserades med pigmentblandningar. En annan teknik som Friberg använde var raderingstekniken som innebar att han svärtade ett papper med blyerts och sedan med hjälp av renad bensin och topspinnar eller radermaskin suddade bort vissa partier och därigenom fick fram det önskade  motivet. Friberg framträdde på 1960-talet som en säregen protestkonstnär, som i teckningar provocerade politiker och engagerade sig i miljödebatten. I mitten av 1980-talet kom mer färg i Fribergs bilder.
Friberg har gjort en nydanande insats som scenograf i bland annat Alf Sjöbergs uppsättning av Stanisław Ignacy Witkiewicz Modern 1971 och Cullbergbalettens Krigsdans i aftonlandet 1979. 
Sveriges allmänna konstförening ägnade sin årsbok 2010 åt Fribergs konstnärskap. Friberg finns representerad vid Nationalmuseum i Stockholm, Göteborgs konstmuseum, Kalmar konstmuseum, Moderna museet, Länsmuseet Gävleborg, Norrköpings konstmuseum, Scenkonstmuseet och vid Örebro läns museum.
Roj Friberg var från 1966 till sin död gift med konstnären Lena Permér (född 1940). Han bodde vid sin död i Näs nära Veddige i Varbergs kommun i Hallands län.

## Utställningar
- 2010 Edsviks konsthall, Sollentuna
- 2008 Galleri Agardh & Tornvall, Stockholm; Galleri Gullmarn, Uddevalla
- 2005 Rackstadmuseet (med Edvard Munch), Arvika
- 2004 Soli Brug, Norge
- 2003 Hallands konstmuseum, Scenografier
- 2000 Kristinehamns konstmuseum; Mjällby Konstgård; Kalmar Konstmuseum
- 1998 Akureyri Museum Island; Nordens Hus, Reykjavik, Island
- 1997 Hjörring Kunstmuseum, Danmark; Listasavn, Torshavn, Färöarna; Skövde Kulturhus
- 1996 Eskilstuna konstmuseum; Rådhuset, Örnsköldsvik; Konstens Hus, Luleå
- 1995 Konstakademien, Stockholm; Västerås konstmuseum; Norrtälje konsthall
- 1994 Rikssalen, Museet i Varberg; Bildgalleriet, Varberg
- 1990 Vandringsutställning på Grönland tillsammans med Lena Cronqvist
- 1989 Galleri Skånes Konst, Malmö
- 1988 Flasterbo Konsthall, Falsterbo
- 1987 Operahuset, Sidney. Doktor Glas, Stockholm
- 1985 Göteborgs konsthall, Göteborg. Doktor Glas, Stockholm. Galleri Skånes Konst, Malmö
- 1984 Bildgalleriet, Varberg
- 1982 Höstutställningen, Rejkavik
- 1980 Lunds konsthall, Lund. Borås konstmuseum, Borås. Kalmar konstmuseum, Kalmar. Åbo Museum, Åbo. Gävle museum, Gävle. Trondheim.
- 1979 Galeri Belle, Västerås. Södertälje Konsthall, Södertälje
- 1975 Centre Culturel Suédois Svenska Institutet, Paris. Galleri Gleminge, Skåne. Kulturhuset, Warszawa
- 1974 Varbergs Museum, Varberg
- 1972 Maneten, Göteborg. Norrköpings konstmuseum, Norrköping
- 1970 Gävle museum, Gävle. Galleri Prisma, Stockholm
- 1969 Galeri Belle, Västerås
- 1967 Galleri Prisma, Stockholm. Maneten, Göteborg
- 1963 Galleri Prisma, Stockholm
- 1954 Galerie Bogestad, Göteborg

## Teater

### Scenografi
| År   | Produktion                         | Regi        | Teater   |
| 1971 | Modern Stanislaw Ignacy Witkiewicz | Alf Sjöberg | Dramaten |